# Neser
Neser je první dlouhohrající studiové album kapely Dymytry, vydané v létě roku 2010. Album se pro kapelu stalo odrazovým můstkem k popularitě. Fanoušky[kým?] je toto album považováno za kultovní. V roce 2017 album prošlo remasterováním zvuku a vyšlo na samostatném disku ve dvojalbu Reser. Jedná se o první album s Protheusem za mikrofonem a Milošem Meierem za bubny.

## Texty
Dymytry se většinou svými texty věnují problémům české společnosti a běžným životním situacím, tak je tomu i na této nahrávce. Poslední skladba s názvem Protekční synek se vyjadřuje ke skutečnosti, že mnoha lidmi je kapela považována za ony "protekční synky" kapely Arakain. Největší úspěch však dlouhodobě[zdroj?] slaví skladba Strážná věž. Ta se opírá do lidí (náboženských fanatiků), kteří na ulicích kolemjdoucím vnucují časopis z titulu písně.
- Texty písní.

## Seznam skladeb
| Pořadí         | Název             | Hudba          | Text           | Videoklip      | Délka |
| -------------- | ----------------- | -------------- | -------------- | -------------- | ----- |
| 1.             | Squadra Razora    | Dymo           | Černý          |                | 2:38  |
| 2.             | Dejte mi pít      | Dymo           | Protheus       |                | 3:09  |
| 3.             | D.O.S.T.          | Protheus       | Protheus       | videoklip      | 3:48  |
| 4.             | Kdo ví co přijde  | Dymo           | Protheus       |                | 4:21  |
| 5.             | Neser!            | Neumann        | Protheus       |                | 3:39  |
| 6.             | Smysl už nehledám | Dymo           | Protheus       |                | 4:12  |
| 7.             | Kazatel           | Neumann        | Protheus       |                | 4:34  |
| 8.             | Benzín            | Gorgy          | Protheus       |                | 4:58  |
| 9.             | Hamerika          | Dymo           | Protheus       |                | 3:34  |
| 10.            | Strážná věž       | R2R            | Protheus       | videoklip      | 3:27  |
| 11.            | Protekční synek   | Dymo           | Protheus       |                | 3:55  |
| Celková délka: | Celková délka:    | Celková délka: | Celková délka: | Celková délka: | 42:20 |

## Sestava
- Jan „Protheus“ Macků (zpěv)
- Jiří „Dymo“ Urban (kytara)
- Jan „Gorgy“ Görgel (kytara)
- Artur „R2R“ Michajlov (basová kytara)
- Miloš „Mildor“ Meier (bicí)